# Anti Saarepuu
Anti Saarepuu est un fondeur estonien, né le 26 mars 1983 à  Võru. Il est spécialiste du sprint.

## Biographie
Il fait ses débuts en Coupe du monde en mars 2004. Il marque ses premiers points en octobre de la même année. En mars 2005, il obtient successivement trois tops dix, dont une septième place à Göteborg pour meilleur résultat. Il atteint une autre demi-finale en 2009 à Rybinsk pour une huitième place finale.
Aux Jeux olympiques d'hiver de 2006, il est huitième (demi-finaliste) du sprint libre et 14e du sprint par équipes.
Aux Jeux olympiques d'hiver de 2010, il est 42e du sprint classique et 16e du sprint par équipes.
Aux Championnats du monde, il s'illustre en 2005 avec une 10e place en sprint classique et en 2009 avec une 7e place en sprint libre.
Il annonce la fin de sa carrière sportive en 2014.